# Saukko
El Saukko fue un pequeño submarino minador que prestó servicio en la Armada Finlandesa a partir de 1930 y participó en las guerras de invierno y II Guerra Mundial. Fue diseñado por el ingeniero naval alemán Hugo Seligmann para no exceder las cien toneladas, ya que se planeó para su uso en el Lago Ládoga , y de acuerdo con el Tratado de Tartu de 1920 entre Finlandia y la URSS, ninguna de las dos naciones estaba autorizada a utilizar buques de guerra de más de 100 t. en el lago (cuando se completó, pesaba algo más). El submarino podía dividirse en secciones separadas y transportarse por ferrocarril; la torre de mando podía separarse del casco y levantarse por completo, quedando los motores en la sección de popa y las baterías en la de proa.

## Historia, diseño y construcción
La construcción del Saukko se inició en abril de 1928 en los astilleros Sandvikens Skeppsdocka och Mekaniska Verkstad en Hietalahti, Helsinki con el número de construcción SA 241. El diseño se basó en diseños y planos alemanes (Proyecto Pu 109/110; "prototipo experimental del mini submarino de montaje rápido") provenientes de la oficina de ingeniería naval radicada en Holanda, NV Ingenieurskantoor voor Scheepsbouw, también conocida como IvS / Inkavos pero, sin embargo, al servicio de intereses de los grandes consorcios de astilleros alemanes Deutsche Schiff- und Maschinenbau (Deschimag) y Germaniawerft, y con el secreto beneplácito de la Reichsmarine para de ese modo, soslayar las limitaciones impuestas por el artículo 191 del Tratado de Versalles , referentes a la prohibición de construcción y uso de submarinos por Alemania.
La función original de IvS era:
- Realizar el seguimiento de los desarrollos de submarinos en el extranjero.
- Investigación en el campo de la construcción de buques de guerra y especialmente en la producción de submarinos.
- La licitación de contratos de construcción extranjeros en astilleros adecuados fuera de Alemania, junto con ...
- Supervisión de la construcción, para poder probar los trabajos de investigación en la práctica.
- Comercialización de la investigación mediante la venta de diseños.

A principios de 1924, la Armada Finlandesa había mostrado interés entre otros proyectos, en un pequeño submarino minador, para lo que IvS, a través del especialista en submarinos y ex responsable en el Reichsmarineamt de la flota de submarinos alemanes durante la guerra Karl Bartenbach, presentó la propuesta Pu23; el barco, de sólo 99 toneladas, había sido diseñado por Hugo Seligmann y estaba destinado a operaciones especiales en el lago Ladoga. Sin embargo, la armada finlandesa se había mostrado reacia a tomar una decisión, presumiblemente porque el barco era demasiado pequeño para servir como núcleo del  brazo submarino finlandés. Durante los años siguientes, la oferta se repitió en forma de los proyectos Pu78/79, en relación con el diseño más grande Pu89 pero, no fue hasta 1929 que Bartenbach pudo persuadir a los finlandeses para que aceptaran la construcción de un pequeño submarino del mejorado diseño Pu109/110.
Botado el 2 de julio de 1930, el Saukko fue declarado apto para el servicio el 16 de diciembre de 1930. En ese momento era el submarino más pequeño del mundo con un peso oficial de sólo 99 t. La tripulación del Saukko estaba formada por 15 hombres. El casco exterior fue diseñado para operar en condiciones de aguas a bajas temperaturas, por lo que la parte inferior de la roda rompe hielo de acero era de 6 mm de espesor. Bajo el casco de presión se extendía una quilla de aproximadamente 1 m para lastre.
Las especificaciones solicitadas para el Saukko incluían que las propiedades de comportamiento en el mar debían ser tales que en el Mar Báltico fuera posible operar en superficie con vientos de 4-7 B a 7 nudos y tuviera una autonomía de 48 horas y/o un alcance de 375 mn en superficie.
Se planteó en un principio que, este barco fuera el prototipo de una nave de construcción rápida para la futura armada alemana, pero posteriormente el diseño no fue utilizado ya , que se consideró poco práctico un buque que tuviera un desplazamiento inferior a las 250 toneladas; esta decisión se toma a raíz del informe de Karl Bartenbach , asesor naval "extraoficial" de la armada finlandesa desde 1924 quien centralizó y revisó en Finlandia todo el programa de construcción y pruebas de los cinco submarinos allí construidos (los tres Clase Vetehinen, Vesikko y el Saukko), y consideró en particular el diseño de la nave como pequeño, anticuado y sus características náuticas inapropiadas.
Como ninguno de los diseños de IvS incluía los tanques de estabilidad ya que el plan original era utilizar relleno de madera entre el casco a presión y la superestructura para mejorar la estabilidad y ya que en las pruebas se consideraron necesarios, se añadieron en el costado del barco a la altura de la torre de mando. El casco podía dividirse en dos secciones separadas y transportarse por ferrocarril; la torre de mando podría separarse del casco y levantarse por completo. Para la construcción del casco de presión se emplearon planchas de acero de 8,5 mm a 10 mm; en el externo el espesor fue de solo 5,5 mm. 
Contaba con soportes para dos ametralladoras, uno a proa y otro a popa de la torre que nunca se instalaron; tres pozos para minas en la proa; cada pozo podría contener tres minas de 650 kg o una mina de 850 kg y una de 650 kg. A diferencia de los U-boote UC alemanes de la Primera Guerra Mundial, las minas se transportaban en almacenamiento húmedo, en pozos próximos al casco de presión; esto permitió montar tubos de torpedos sumergidos hacia adelante y hacia atrás. Con este diseño, IvS logró un tipo de submarino operacionalmente sólido, Los dos tubos lanza torpedos en proa eran para dos torpedos de 457 mm y 5,7 m de largo.

## Historial operativo
El Sukellusvene (Soumi: submarino)Saukko es botado el 2 de julio de 1930, en el astillero fines Sandvikens Skeppsdocka och Mekaniska Verkstad, Hietalahti - Helsinki; el costo de su construcción fue de 6.000.000 de marcos fineses, iniciando sus pruebas de recepción con una tripulación alemana al mando de Oberleutnant z.S. retirado Hans Schottky, se produjeron problemas mecánicos durante las mismas como averías en el motor diésel.
El 16 de diciembre de 1930 el buque es comisionado, siendo su primer comandante el teniente primero Akseli Raninen,
Los planes originales consistían en que el Saukko fuera transportado en secciones a la ciudad de Lajdenpojia a orillas del lago Ladoga por ferrocarril, pero esto nunca se llevó a fin. Durante la Guerra de Invierno (1939-1940) y la Guerra de Continuación (1941-1944), el submarino operó en el Golfo de Finlandia .

### Guerra de Invierno
El Saukko , acompañado de tres lanchas torpederas, fue remolcado por la cañonera Karjala a las islas Koivisto el 7 de diciembre de 1939. Dado que las hostilidades habían comenzado antes de que la armada finlandesa tuviera la oportunidad de colocar campos de minas defensivos, aparte de sus fuertes costeros; se esperaba que el Saukko pudiera realizar esa tarea. Dos grandes destructores de la Clase Leningrado y otros destructores soviéticos llegaron al área el 8 de diciembre y comenzaron a bombardear posiciones finlandesas. El lento Saukko no pudo enfrentarse al grupo de destructores soviéticos. El 10 de diciembre tuvo su mejor oportunidad de lograr una gran victoria, al aproximarse al acorazado Oktyabrskaya Revolutsiya, pero el congelamiento de las válvulas de los tanques de lastre desequilibraron la nave que estuvo a punto de hundirse por lo que, debió regresar a su base en Helsinki. En enero de 1940, con una temperatura del agua al borde de la congelación, se realizó un nuevo intento, pero el agua de uno de los tanques de lastre se congelo y alteró el equilibrio de la nave. Después de estos fracasos, los barcos finlandeses se retiraron de la zona.

### Guerra de Continuación
El 3 de julio de 1941 el Saukko estaba patrullando cerca de la isla de Sommers donde solo encuentra dos guardacostas, lanzando un torpedo que impacta en el muelle, el contraataque de las naves soviéticas, duraría más de 13 horas, y las cargas de profundidad afectarían el navío, al emerger sólo cinco de sus tripulantes, se mantenía consciente. Después de la colisión el 25 de agosto de 1941 con la Schnellboot S.28 alemana, el buque fue reparado y continuó en servicio, participando en numerosas acciones entre 1942 y 1943, siendo reparado en 1944 a fondo en el astillero Crichton-Vulcan en Turku.
la nave demostró cualidades de interés, pues siendo un simple prototipo, y pese a su sistema de fácil desarme para transporte, logró soportar una colisión de importancia, prolongados ataques con cargas de profundidad, y las condiciones de operación en las frías aguas del Báltico, manteniéndose en operaciones militares de importancia durante un periodo prolongado.
La escasez de sus logros debe atribuirse a los torpedos de 457 mm diseñados para su utilización desde hidroaviones, pues contaban con un alcance extremadamente reducido; con un desplazamiento ligeramente mayor se hubiera podido instalar en el submarino torpedos de 533 mm, que sin duda habrían mejorado sus prestaciones.

## Galería
|                       |
| Preparativos botadura |

|                              |
| Botadura; 2 de junio de 1930 |

|                    |
| Ceremonia botadura |

|                          |
| En el archipiélago Åland |